# Giuliano Dell'Antonio
Giuliano Dell'Antonio (Trieste, 11 gennaio 1912 – Trieste, 12 agosto 2006) è stato un militare e partigiano italiano.
Fu membro della resistenza cattolica nel Friuli-Venezia Giulia, comandante della Brigata partigiana "Venezia Giulia", ufficiale di collegamento con la brigata friulana Osoppo, e membro del Comitato di Liberazione Nazionale - Alta Italia (CLNAI) a fianco di Enrico Mattei.

## Biografia

### L'infanzia e il periodo bellico
Nato a Trieste il 11 gennaio 1912 da insegnanti trentini emigrati della Val di Fiemme, crebbe in una numerosa famiglia di tradizione cattolica. Dopo aver lavorato come segretario scolastico presso il Liceo "G.Oberdan" di Trieste ed essersi laureato in economia e commercio dovette passare gran parte della sua giovinezza, come molti suoi commilitoni della classe 1912, nel Regio Esercito. Prima richiamato per il servizio di leva e poi in servizio permanente effettivo, raggiunse il grado di capitano dopo vari corsi ufficiali e dopo aver frequentato la Scuola alpina di Aosta. Venne quindi assegnato alla Divisione Alpina "Julia" come Comandante della 69ª Compagnia del Battaglione "Gemona" dispiegato sul fronte albanese-greco per la disastrosa campagna di Grecia.
Il "Gemona" fu dislocato a difesa di Monte Golico e la 69ª compagnia sistemata nel canalone che da Dragoti sale alla cima. Qui il 18 marzo 1941 la compagnia affrontò un durissimo combattimento per fermare l'assalto dei greci. Durante la battaglia a quota 1143 del monte Golico una granata lo ferì ed accecò il suo attendente; in un successivo contrattacco ellenico cadde la metà degli alpini e buona parte venne fatta prigioniera dai militi greci. Tra loro venne catturato anche il capitano Dell'Antonio, valorosamente sostituito dal Tenente Franco Cavazza (al quale per questa sua azione verrà conferita la croce di guerra al valor militare). Soccorso, venne caricato su una camionetta per essere trasportato all'ospedale di Salonicco insieme ad altri sedici Ufficiali del Battaglione, rimasti feriti durante l'azione. Il mezzo venne però centrato dalle armi degli stessi commilitoni ancora combattenti e si incendiò, permettendo la salvezza solo dei quattro feriti che occupavano la parte posteriore del veicolo e che ebbero il tempo di saltare fuori.
Giuliano era tra questi, benché ustionato in modo serio sul viso e sulle mani. Tornato in Italia, dopo il risolutivo intervento tedesco nel conflitto italo-greco, venne trasferito su una nave ospedale da Salonicco a Bari (un tragitto pericoloso dato che anche le navi ospedale erano spesso oggetto di attacchi da parte della marina alleata) dove rimase in convalescenza per diversi mesi. Qui venne raggiunto dalla notizia che il suo battaglione, il "Gemona", era stato praticamente annientato nella notte del 28 marzo 1942 durante il trasferimento dalla Grecia all'Italia a causa dell'affondamento della nave "Galilea" adibita a nave-ospedale e per il trasporto di passeggeri.

### La lotta di resistenza
Rimessosi non completamente dalle ferite di guerra, che gli procureranno continui dolori, tornato a Trieste entrò in contatto con il sacerdote don Marzari e con l'ambiente degli universitari cattolici intenzionati ad organizzarsi clandestinamente per combattere il regime nazifascista che dopo l'8 settembre controllava il Paese. Nel giugno del 1944 alle dipendenze di "Guidi", nome di battaglia di Giuliano Dell'Antonio, la brigata partigiana, d'ispirazione cattolica, del Corpo dei Volontari della Libertà (CVL) chiamata "Venezia Giulia" iniziò ad essere operativa nella lotta di resistenza. Le prime operazioni riguardarono un'attività "propagandistica fuori dai cantieri triestini e attività informativa e di collegamento" tramite "Guidi" e poi Carra (il suo vice) con Corsi della V Armata e la II divisione Osoppo-Friuli. La stessa casa di Dell'Antonio servì da parziale custodia di lettere e documenti partigiani, nascosti nei tubi di metallo delle tende.Insieme al fratello Carlo collabora anche alla pubblicazione della testata clandestina "SAN GIUSTO
organo democratico per la lotta di liberazione" il cui redattore era il resistente Paolo Blasi (Ibis).
Questa campagna di "arruolamento", rivolta soprattutto verso i militari ancora in servizio presso le forze armate regolari, ebbe un buon riscontro tra i membri della Guardia civica, nonché tra quelli della Marina repubblicana e perfino anche nella famosa X Mas. Si era costituito anche un gruppo fra gli ausiliari di PS che poi, entrando in clandestinità, formarono la brigata "S. Sergio". Nel novembre 1944 Giuliano Dell'Antonio veniva inviato nell'alta Istria con l'incarico di prendere contatti con il battaglione partigiano "Alma Vivoda". L'"Alma Vivoda" fu però attaccato dall'esercito nazista e diversi membri di esso furono fatti prigionieri. Anche "Guidi" stesso che si trovava in missione finì nel gruppo dei catturati. I "diari" del CLN, conservati presso l'archivio dell'Istituto regionale di storia del movimento di liberazione di Trieste, ci dicono che Dell'Antonio riuscì a convincere i tedeschi (forse grazie anche alla sua origine trentina) che la sua cattura era stata un errore. Liberato in gennaio, venne però presto dichiarato latitante e ricercato dagli stessi tedeschi, che nel frattempo erano giunti alla conclusione che quello rilasciato non era un innocuo gitante preso per sbaglio in una retata ma il capo di una brigata partigiana.
Il terreno ormai scottava per Guidi e quindi fu inviato a Milano dove rappresentò la Venezia Giulia presso il Comitato di Liberazione Nazionale - Alta Italia (CLNAI) presieduto da Alfredo Pizzoni, collaborando con Enrico Mattei. Intanto a capo della "Venezia Giulia" venne posto il vicecomandante Carra mentre il fratello, Carlo Dell'Antonio, nome di battaglia "Luciano Marzi", già Capitano pilota della Regia Aeronautica, entrato anch'egli nel movimento partigiano assumeva il comando dell'ufficio informazioni militari del movimento resistenza cattolica (con referenti i futuri esponenti della DC) e quello di vicecomandante della divisione "Domenico Rossetti". Nei giorni tragici e convulsi dell'occupazione dei comunisti slavi titini della città di Trieste molti italiani scomparvero per sempre nelle cavità carsiche dette "foibe" a causa di una crudele pulizia etnico-politica operata dal regime jugoslavo e dai suoi fiancheggiatori. Tra gli infoibati, molto probabilmente, ci fu anche Carlo, del quale non si seppe più nulla  (malgrado le ricerche disperate del fratello Giuliano rientrato in città ) dopo essere stato fermato all'ispettorato Speciale di PS di via Cologna occupato dalle truppe "liberatrici" e dove, a guerra ormai finita, si era recato per recuperare dei beni che gli erano stati sequestrati.

### "Stay-behind" e la morte

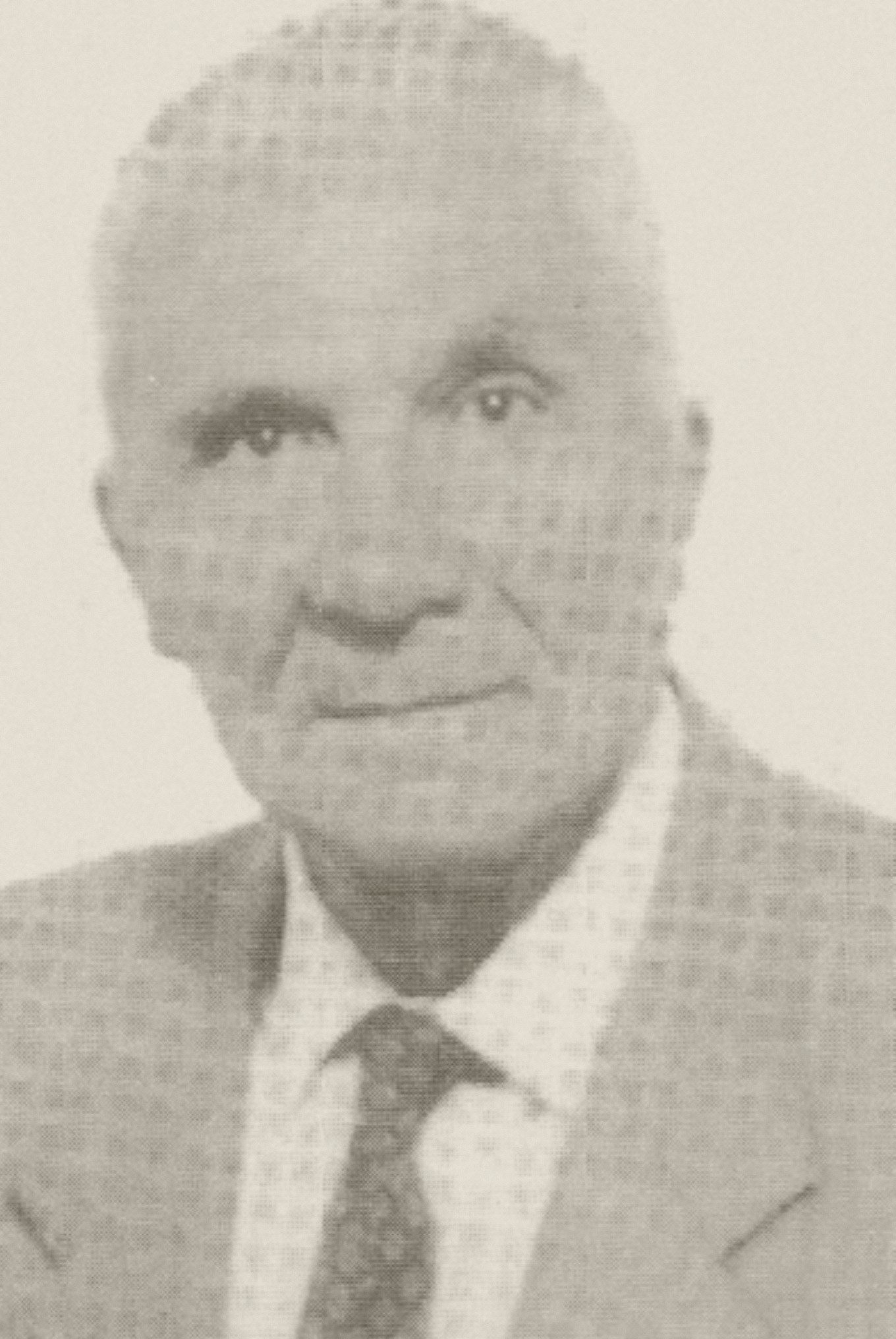
Giuliano Dell'Antonio

Finiti i drammatici eventi bellici e post bellici nel tormentato territorio triestino Giuliano dovette ricostruirsi una nuova vita. Sposatosi con Jolly Hoffmann fondò con alcuni amici, durante il periodo in cui Trieste fu dichiarata "territorio libero", l'agenzia di informazione Astra, sovvenzionata anche dal governo di Roma per sostenere il ritorno all'Italia della città. Il 5 ottobre 1954 il generale Winterton, governatore militare del territorio libero, diede l'annuncio dell'avvenuto accordo che restituiva la città alla madrepatria.
Giuliano Dell'Antonio, ormai lontano da quelle travagliate vicende, aprì col fratello Giovanni un'attività privata di commercialista ma la sua esperienza maturata negli anni della lotta di liberazione non poteva passare inosservata nel periodo della guerra fredda in cui i due blocchi, quello occidentale e quello orientale, parevano essere sul punto di innescare un nuovo conflitto. Contattato, venne chiamato, segretamente, a far parte dell'organizzazione italiana della Nato "Stay-behind" per un'eventuale azione di sabotaggio e resistenza in caso di occupazione militare nemica del territorio italiano. Terminata anche questa esperienza poté finalmente dedicarsi alla propria vita privata.
Giuliano Dell'Antonio morì all'età di 94 anni il 12 agosto 2006.